# 666667 Club
666 667 Club – piąty album studyjny francuskiej grupy Noir Désir wydany 17 grudnia 1996 roku nakładem Barclay Records. Płyta została nagrana już z nowym basistą – Jeanem Paulem Royem (po odejściu Frédérica Vidalenca).
Wyprodukowana przez Teda Niceleya przy współpracy Noir Désir, a nagrywana i miksowana przez Andy’ego Bakera. Węgierski skrzypek Félix Lajkó brał udział w nagrywaniu płyty, mianowicie można go usłyszeć w utworze Ernestine.
Teksty zawarte na płycie często dotyczą tematów politycznych – głównie krytykuje Front Narodowy: (FN Souffrance / Qu'on est bien en France) w utworze Un jour en France. Wykorzystano również parafrazę refrenu piosenki Les Poppys, francuskiego zespołu – Love, lioubov, amour („Love, love, love, dit-on en Amérique, lioubov en Russie ex-soviétique, amour aux quatre coins de France”) w utworze L’Homme pressé.

## Lista utworów
Wszystkie utwory zostały skomponowane i napisane przez Bertranda Cantata i Noir Désir z wyjątkiem „Septembre, En Attendant”.
1. „666 667 Club” – 3:40
2. „Fin de siècle” – 5:34
3. „Un jour en France” – 3:12
4. „A ton étoile” – 4:27
5. „Ernestine” – 4:41
6. „Comme elle vient” – 2:25
7. „Prayer for a Wanker” – 3:09
8. „Les persiennes” – 4:08
9. „L’homme pressé” – 3:45
10. „Lazy” – 5:33
11. „A la longue” – 4:27
12. „Septembre, en attendant” – 3:01 (słowa Bertrand Cantat, muzyka Frédéric Vidalenc)
13. „Song for JLP” – 3:28 (bonus track)